# Maternity Beat
Maternity Beat ist ein Fusionalbum von Hedvig Mollestad und dem Trondheim Jazz Orchestra. Die 2021 entstandenen Aufnahmen erschienen im November 2022 auf Rune Grammofon.

## Hintergrund
Maternity Beat ist eine Suite, die vom Midtnorsk Jazzsenter und dem Molde Jazz Festival in Auftrag gegeben wurde und 2020 auf diesem Festival mit dem Trondheim Jazz Orchestra uraufgeführt und in ganz Europa per Livestream übertragen wurde. Die Studioaufnahmen entstanden im Oktober 2021 in Zusammenarbeit mit dem Trondheim Jazz Orchestra; als Leiter des Orchesters fungierte Erlend Skomsvoll.
Hedvig Mollestads Musik ist „am härteren Ende des Metal-Jazz-Kontinuums angesiedelt“, notierte Hugh Morris, ein Bereich, den die norwegische Gitarristin mit ihrem gleichnamigen Trio auf sieben Alben in den letzten elf Jahren ausgiebig erkundet habe. Maternity Beat, Mollestads  Zusammenarbeit mit dem Trondheim Jazz Orchestra, setzt die narrativen Experimente ihrer zurückliegenden Solo-Veröffentlichungen Tempest Revisited und Ekhidna fort und stellt diesmal die Mutterschaft in den Mittelpunkt ihres Schaffens. Mollestad schrieb und arrangierte für das Doppelalbum Kompositionen für die 12 Spieler des Trondheim Jazz Orchestra und sich selbst, mit Bezug auf die Bandbreite der darin enthaltenen Themen Elternschaft, die globale Migrationskrise und die Auswirkungen der COVID-19-Pandemie. Neben dem Trondheim Jazz Orchestra setzte Mollestad ihren langjährigen Schlagzeuger Torstein Lofthus und die Sängerinnen Mai Elise Solberg und Ingebjørg Loe Bjørnstad ein; dies ist das erste Mal, dass sie Gesang in ihrer Musik verwendet.

## Titelliste
- Hedvig Mollestad & Trondheim Jazz Orchestra: Maternity Beat (Rune Grammofon)[4]

1. On The Horizon Part 1	2:49
2. On The Horizon Part 2	3:56
3. Do Re Mi Ma Ma	9:59
4. Donna Ovis Peppa	7:43
5. Little Lucid Demons / Alfons	7:33
6. All Flights Cancelled	6:49
7. Her Own Shape	5:24
8. Maternity Beat	9:24
9. Maternity Suite	9:44

Wenn nicht anders vermerkt, stammen die Kompositionen von Hedvig Mollestad.

## Rezeption

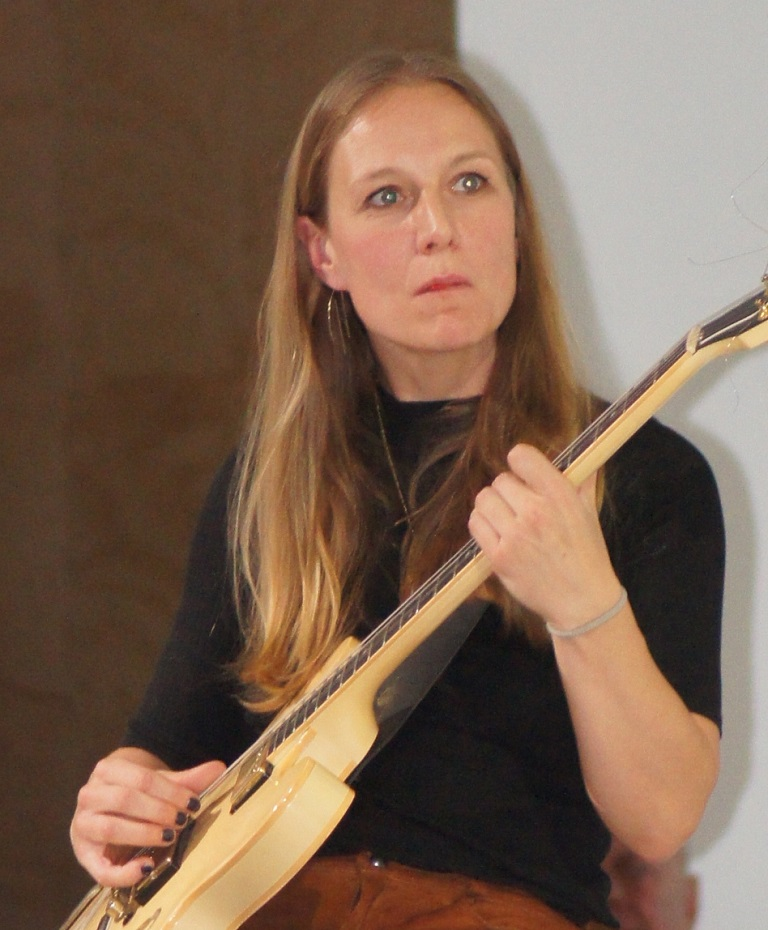
Hedvig Mollestad (2019)

Hugh Morris schrieb in Pitchfork Media, der Sound von Maternity Beat sei knorrig und erforsche Dissonanzen, raues Rauschen und knirschende Grooves in actiongeladenen Kompositionen. In „On the Horizon Part 2“ verbinde sich eine Vielzahl von Instabilitäten – ungleichmäßige Metren, streitende Kontrapunkte, hämmernde Grooves und übersteuerte Gitarrenriffs – lose miteinander verbunden, um eine Klanglandschaft zu schaffen, die sich ständig in verschiedene Richtungen bewege. Rasende Figuren würden auf diesem instabilen Boden balancieren, während der Saxophonist Martin Myhre Olsen und bei „Donna Ovis Peppa“ der Geiger Adrian Løseth Waade improvisierten. Ein Ausgleich zu den vollblütigen Momenten seien ruhigere Ecken wie „Little Lucid Demons“, eine malerische Etüde für ein kleines Ensemble und Laurie Anderson-ähnliche Automatenstimmen; es erweitere sich zu einem luxuriösen Groove mit einer gestreckten Melodie, die an John McLaughlins Mahavishnu Orchestra erinnere. „Look for swing, look for flow, look for beat, then take it away“, singen die Stimmen halb in Stereo. Aber der Rhythmus verschwinde nie ganz in Mollestads Musik, die selbst in winzigen Momenten einen konstanten Herzschlag beibehalte.
Die Gitarristin Hedvig Mollestad sei vor allem für ihre Arbeit mit ihrem gleichnamigen Trio bekannt,  schrieb Phil Freeman in Ugly Beauty/Steroogum, aber die Musik, die sie unter ihrem eigenen Namen veröffentlicht, sei umfangreicher und oft viel faszinierender, und diese Suite von Stücken, die mit einem 12-köpfigen Ensemble aufgeführt wurde, könnte ihr bisher großartiges Werk sein. Dies sei ein bisschen Jazz-Fusion, ein bisschen High-Level-Progressive-Rock, ein bisschen Laurie Anderson (es gebe mehrere Frauenstimmen, die rätselhafte Phrasen in hypnotisierten Kadenzen rezitieren), und wenn Mollestad selbst anfängt, es auf der Gitarre zu zerreißen, scheint die Luft zu knistern. „Little Lucid Demons/Alfons“ habe all die zitierten Elemente und mehr; es gelinge Mollestad Stimmungen auf subtile, aber unverkennbare Weise zu verändern und ein halbes Dutzend Genres auf einmal zu mischen.

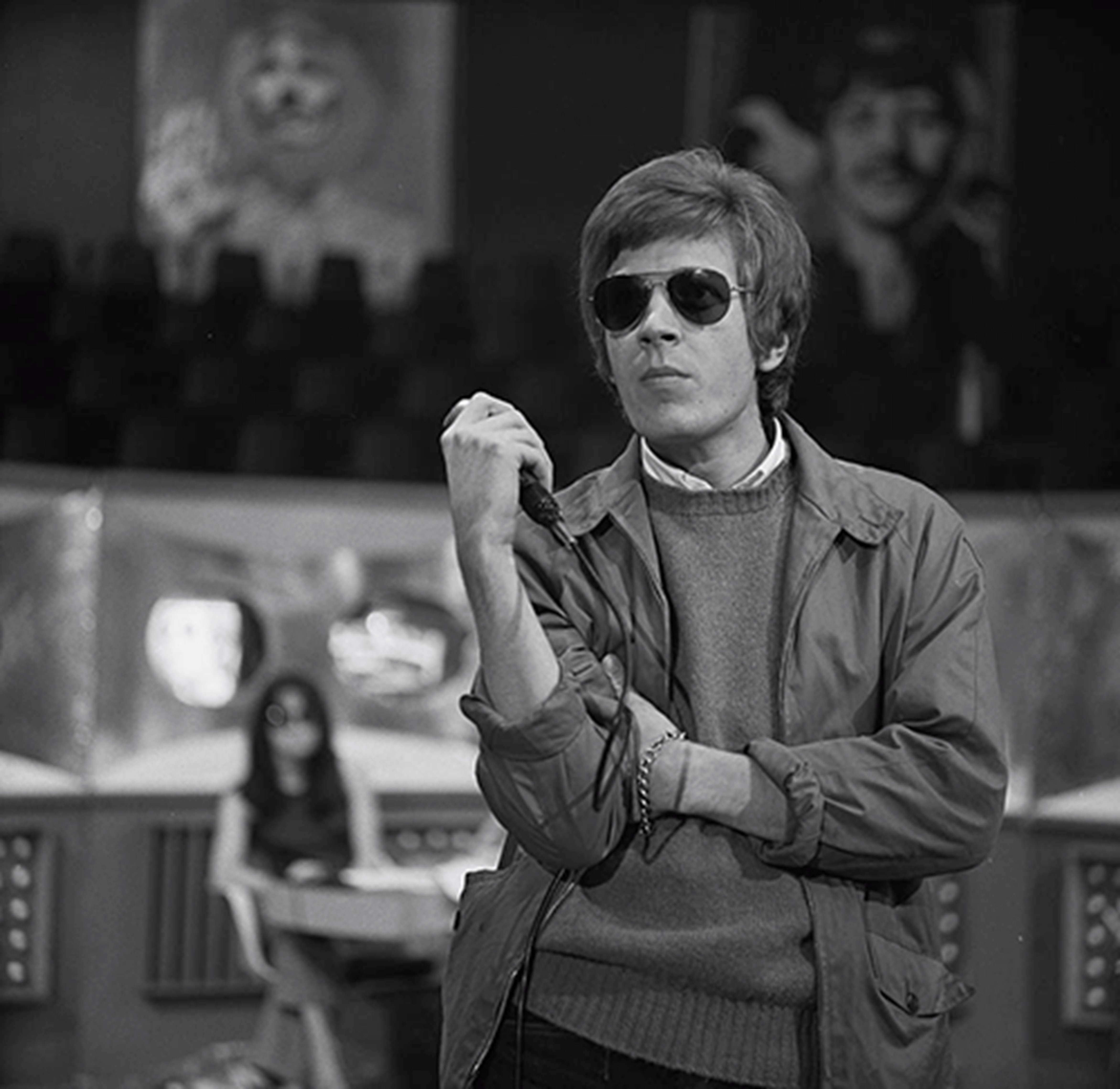
Scott Walker, 1968

Dies sei voll komplexe polyphone Musik, die manchmal an Live/Evil von Miles Davis erinnere, schrieb Andy Robson in Jazzwise, wobei Mollestad den Raum für Sopran- und Tenorsaxophon-Soli bevorzuge, die ebenso beeindrucken würden wie die großen Themen, die sie für das Ensemble vorlegt. In Anbetracht dessen sei Lofthus’ Bombast am Schlagzeug angemessen, wenn auch manchmal erschreckend, besonders in der abschließenden „Maternity Suite“, die wie Sibelius’ Fünfte Sinfonie zum Stillstand komme. Mit diesem groß angelegten Ensemblewerk nehme Mollestad eine neue Wendung in ihrer kompositorischen Reise, indem sie den Gesang in den Vordergrund stelle. Die Stimmen von Solberg und Bjornstad würden an Mütter, Kinder und die Menschheit in ihrer verletzlichsten und doch feierlichsten Inkarnation erinnern. In ihrer düsteren Neubearbeitung von Scott Walkers unheimlichem „The Farmer in the City“ beschwöre die Eröffnungsstimme von „On the Horizon Part 1“ den Schrecken migrierender Mütter und Kinder (und Väter) herauf, die verzweifelt ihrem Tod auf See überlassen werden.
Thom Jurek verlieh dem Album in Allmusic viereinhalb Sterne und schrieb, die Themen seien – wie auf Ekhidna aus dem Jahr 2020, das sich thematisch der griechischen Göttin widmete –  ebenfalls konzeptionell und spiegeln ihre jüngsten Erfahrungen in der Mutterschaft wider. Sie würden Meditationen zu den dringenden sozialen, politischen, wirtschaftlichen und klimatischen Problemen, die Mütter, Kinder und Familien betreffen. „Maternity Beat Suite“ biete vier Abschnitte, jeder frenetischer und tonal ehrgeiziger als sein Vorgänger, mit viel Raum für Solos unter den Ensemblemitgliedern. Mollestads Gitarrenspiel klinge ebenso inspiriert wie musikalisch anspruchsvoll. Kurz gesagt, Maternity Beat sei ein kollaboratives Wunder und das [bis dato] wichtigste Album im Katalog Mollestads bzw. des Trondheim Jazz Orchestra. Gemeinsam würden sie das Konzept mit herausragender Ausführung und beneidenswertem Fokus weitertragen. „Sie vermitteln gleichzeitig Freude, Dramatik und Intensität mit Inspiration, bemerkenswerter Technik und purem Biss.“
Langdon Hickman (Treble) zählte Maternity Beat zu den besten Alben des Jahres; hier erlaube die erweiterte Palette von Instrumentalisten, die ihr zur Verfügung stehen, ihre bereits großartigen Kompositionsformen vor Farbe zu platzen, mit explosiven Soli von Saxophonen, Geigen und Orgeln und scheinbar jedem Biest unter der Sonne. Wenn Mutterschaft die Geburt einer neuen Welt ist, dann sollte die Arbeit, die sie widerspiegelt, sicherlich auch eine Welt für sich sein, eine Leistung, die Mollestad und die Spieler von Trondheim mit Souveränität einfangen.
Maternity Beat zeigt nach Ansicht von Martin Laurentius, der das Album für Jazz thing besprach, einmal mehr, dass Mollestad „mehr ist als eine Gitarristin, die sich trittsicher im Grenzbereich von Jazz, improvisierter Musik und Heavy-Metal bewegt.“ Ästhetisch-musikalisch sei das Album vielleicht sogar „ihr dringlichstes Werk, auf jeden Fall ist es ihr politischstes Stück Jazzmusik, mit dem sie Bezug nimmt auf drängende Fragen unserer Zeit wie Migration und Klimakatastrophe.“